# ويليام س. وايت
ويليام س. وايت (بالإنجليزية: William C. White)‏ هو لاعب كرة قدم أمريكية أمريكي، ولد في 21 يوليو 1896، وتوفي في 1986.